# Georg Spalatin
Pour les articles homonymes, voir Burkhardt et Spalatin.
Georg Spalatin, pseudonyme de Georg Burkhardt (né le 17 janvier 1484 à Spalt, d'où son nom de plume et mort le 16 janvier 1545 à Altenbourg), est l'un des plus éminents conseillers des ducs de Saxe Frédéric le Sage, Jean Ier et Jean-Frédéric. Converti dès 1521 aux idées de Luther, il est une figure majeure de la Réforme en Allemagne.

## Biographie
Burkhardt est le fils d'un tanneur de la petite ville franconienne de Spalt. À treize ans, il fréquente l'école de latin de la ville voisine de Nuremberg, et peu après s'inscrit à l'Université d'Erfurt, dont il est reçu bachelier en 1499. Il attire l'attention de Nikolaus Marschalk, le professeur le plus réputé de l'université, lequel fait de Spalatin son secrétaire et lui demande de le suivre à la nouvelle Université de Wittemberg en 1502.
En 1505 Spalatin retourne à Erfurt pour y étudier le droit. On le recommande à l'humaniste Conrad Mutianus, qui l'accepte dans son cénacle. Le nouveau protecteur de Spalatin lui trouve un poste de professeur au monastère de Georgenthal, et en 1508 le jeune homme est ordonné prêtre par l'évêque Johann von Laasphe (celui-là même qui a ordonné Martin Luther). En 1509 Mutianus recommande Spalatin à l'Électeur Frédéric le Sage, qui en fait le précepteur de son neveu, le futur prince-Électeur, Jean-Frédéric.
Spalatin gagne bientôt la confiance de l’Électeur, qui l'envoie en 1511 à Wittemberg pour éduquer ses neveux, et lui obtient une sinécure de chanoine à Altenbourg. En 1512 l'Électeur le nomme bibliothécaire princier. Il est promu chapelain de la cour et premier secrétaire princier, chargé de toute la correspondance officielle et privée de l'Électeur. Son érudition et sa maîtrise peu ordinaire du grec en font l'ornement de la Cour de Saxe.
Spalatin ne s'est jamais beaucoup intéressé à la théologie et, malgré ses fonctions de prêtre et de prédicateur, il se considère d'abord comme un humaniste. Il est impossible de dire comment il entre en contact avec Luther — sans doute à Wittemberg ; toujours est-il que le réformateur exerce d'emblée une fascination sur lui, et s'impose comme son maître-à-penser pour toutes les questions morales et religieuses. Les lettres de Spalatin à Luther sont aujourd'hui perdues, mais nous disposons des réponses de Luther, et celles-ci sont extrêmement riches d'enseignements, puisque le nom de Spalatin est toujours, d'une façon ou d'une autre, lié à chaque événement des premières années de la Reforme. Spalatin donne lecture des écrits de Luther à l'Électeur, et les traduit à son intention du latin en allemand.
Spalatin accompagne Frédéric à la Diète d'Augsbourg en 1518, et prend part aux négociations avec les légats pontificaux, Thomas Cajetan et Karl von Miltitz. Il est aux côtés de l'Électeur lorsque Charles Quint est élu empereur puis couronné. Il accompagne encore son maître à la Diète de Worms, et est toujours le premier conseiller de Frédéric dans la diplomatie serrée des premiers temps de la Réforme. Spalatin aurait dissuadé Luther sans relâche de publier ses écrits ou de critiquer ouvertement la papauté, mais à chaque nouvelle rupture avec Rome, il est le premier à traduire les libelles des « Évangélistes » et à justifier leurs actes.
À la mort de Frédéric le Sage en 1525, Spalatin prend congé de la Cour de Saxe et siège désormais comme simple chanoine dans sa sinécure d’Altenbourg, exhortant en vain le chapitre à entreprendre des réformes ; mais il n'en continue pas moins d'assister aux diètes impériales, et conserve l'oreille des princes de Saxe, Jean et Jean-Frédéric.
Il se marie, puis se consacre aux inspections des écoles et églises de l'Électorat de Saxe, en étant chargé de superviser la confiscation des revenus ecclésiastiques et de veiller à leur transfert vers des œuvres laïques. Les princes lui demandent de poursuivre cette mission pour la Saxe Albertine. Spalatin est par ailleurs conférencier permanent de l’Université de Wittemberg. Vers la fin de l'année 1544, il sombre dans un état de profonde mélancolie, et meurt le lendemain de ses 61 ans à Altenbourg. Il est inhumé en la crypte de l'église Saint-Barthélémy.

## Œuvres
Spalatin a laissé un grand nombre d'écrits, dont beaucoup sont demeurés inédits. Les plus importants sont, d'un point de vue historique :
- Annales Reformationis oder Jahrbücher von der Reformation Lutheri, éditées par E. S. Cyprian (Leipzig, 1718)
- "Das Leben and die Zeitgeschichte Friedrichs des Weisen" publiées dans Georg Spalatins Historischer Nachlass and Briefe, recueil de Christian Gotthold Neudecker et Ludwig Preller (Iéna, 1851)

Une liste complète de ses œuvres est donnée dans Georg Spalatin als sächsischer Historiograph par Adolf Seelheim (1876).